# Tipula (Pterelachisus) ishiharana
Tipula (Pterelachisus) ishiharana is een tweevleugelige uit de familie langpootmuggen (Tipulidae). De soort komt voor in het Palearctisch gebied.